# Jacobus Barle
Jacobus Barle, compositeur de l’école franco-flamande, actif en 1492-1493.

## Œuvre
De ce compositeur, dont on ne connaît rien de la vie, apparaît au folio 191 d’un chansonnier de 1502, le Cancionero de Segovia, une composition instrumentale à trois voix pourvue de l’incipit Moyses.  Dans cette œuvre, le compositeur emploie la technique polyphonique de la parodie, lorsqu’il emprunte à la composition Fuge la morie, connue de l’œuvre de Heinrich Isaac.
Barle a laissé également une composition à trois voix transmise sans paroles ni titre par le manuscrit florentin FlorBN BR 229 au folio 135v-136.  Cette source date d’environ 1492-1493.  La mélodie du motif de la voix de ténor de cette œuvre correspond exactement à celle d’une chanson néerlandaise transmise par le chansonnier de Ségovie.  Cette dernière composition, sans paroles mais tout de même pourvue de l’incipit Het es al ghedaen, est attribuée à Heinrich Isaac dans sa source.